# Xenocephalus elongatus
Xenocephalus elongatus és una espècie de peix pertanyent a la família dels uranoscòpids.

## Descripció
- Pot arribar a fer 30 cm de llargària màxima.[4][5]

## Hàbitat
És un peix marí i batipelàgic que viu entre 35 i 440 m de fondària.

## Distribució geogràfica
Es troba des del Japó (incloent-hi les illes Ryukyu) fins al mar de la Xina Oriental i Indonèsia.

## Observacions
És inofensiu per als humans.